# Dänische Badminton-Mannschaftsmeisterschaft 2023/24
In der Dänischen Badminton-Mannschaftsmeisterschaft 2023/24 siegte im Finale Højbjerg/Via Biler.

## Vorrunde
| Platz | Team                   | Spiele | Siege | Score | Sätze  | Punkte |
| ----- | ---------------------- | ------ | ----- | ----- | ------ | ------ |
| 1     | Højbjerg/Via Biler     | 9      | 8     | 59-22 | 127-59 | 83     |
| 2     | Skovshoved IF          | 9      | 8     | 55-26 | 123-70 | 77     |
| 3     | Vendsyssel BK          | 9      | 6     | 51-30 | 118-75 | 70     |
| 4     | Team Skælskør-Slagelse | 9      | 5     | 45-36 | 96-84  | 61     |
| 5     | Odense BK              | 9      | 5     | 40-41 | 94-99  | 53     |
| 6     | Hvidovre BC            | 9      | 4     | 37-44 | 89-101 | 48     |
| 7     | Solrød Strand BK       | 9      | 2     | 36-45 | 92-100 | 43     |
| 8     | Værløse BK             | 9      | 4     | 32-49 | 79-110 | 42     |
| 9     | Gentofte BK            | 9      | 2     | 31-50 | 77-112 | 39     |
| 10    | Aarhus AB              | 9      | 1     | 19-62 | 47-132 | 22     |

## Spiel um Platz 3
Vendsyssel BK - Team Skælskør-Slagelse 9:0

## Finale
Højbjerg/Via Biler - Skovshoved IF 5:3